# 徳川昭武

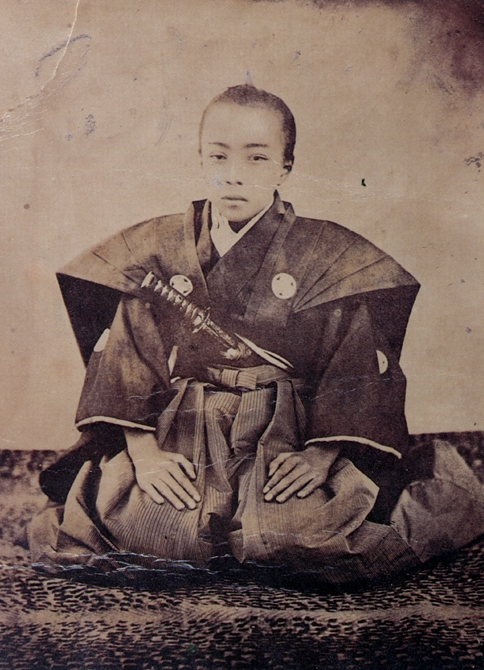
京都時代（1866年）の昭武

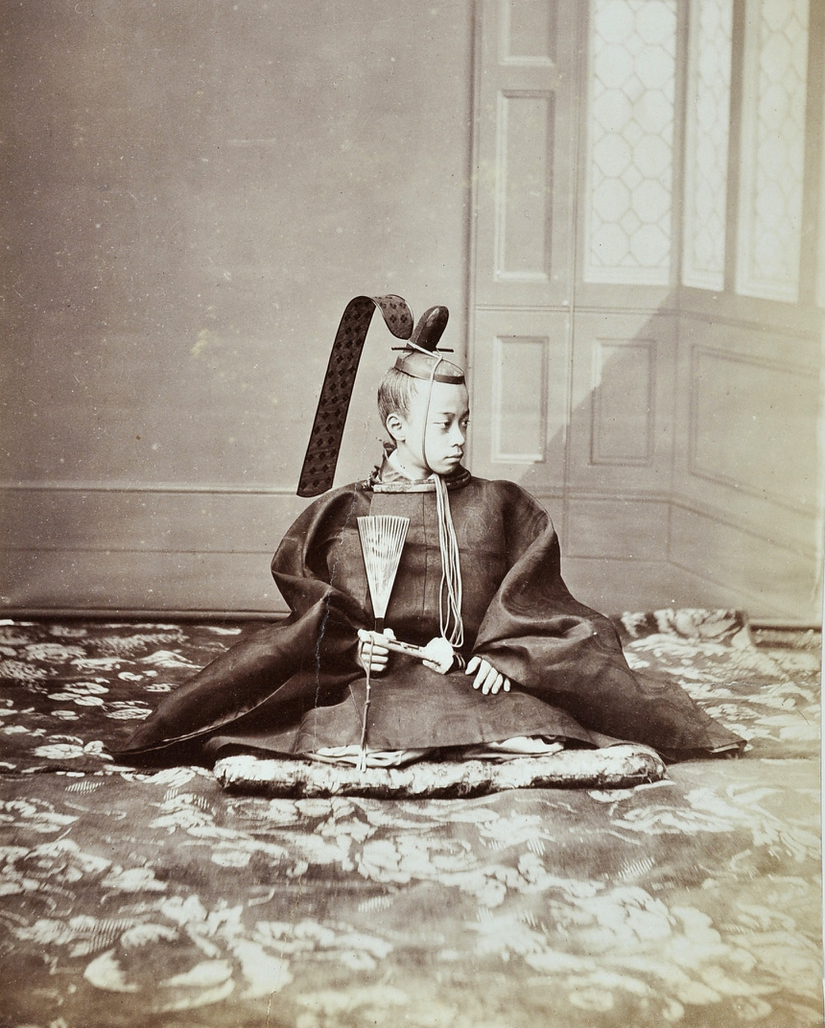
徳川昭武（1867年）

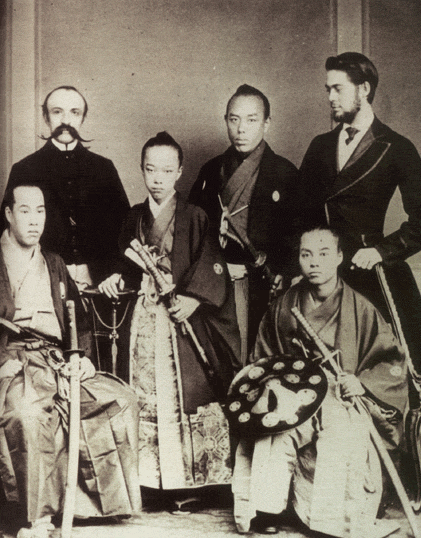
ベルギーでの幕府使節団、中央左が昭武

徳川 昭武（とくがわ あきたけ、旧字体：德川 昭武、1853年〈嘉永6年〉10月26日 - 1910年〈明治43年〉7月3日）は、幕末から明治にかけての大名、華族。位階勲等は従一位勲一等。清水徳川家第6代当主を経て水戸徳川家を継ぎ、水戸藩第11代（最後）の藩主・藩知事を務めた。
第9代水戸藩主・徳川斉昭の十八男（庶子）で、第10代藩主・徳川慶篤、第15代将軍・徳川慶喜の異母弟にあたる。生母は側室・万里小路建房の六女・睦子（ちかこ、のち秋庭）。初名は松平 昭徳（まつだいら あきのり）。官名の民部大輔に由来して民部公子とも呼ばれた。字は子明。号は鑾山（らんざん）。諡号は節公。明治前期に水戸家の家督を慶篤の子篤敬（侯爵となる）に譲り、実子の武定は子爵に叙されて松戸徳川家の祖となった。

## 生涯

### 出生から幼年期
嘉永6年（1853年）、江戸駒込の水戸藩中屋敷で誕生する。幼名は余八麿。生後半年から水戸にて養育されるが、幕末の動乱のため、文久3年（1863年）6月には再度江戸入りする。同年11月、京都で病死した同母兄・松平昭訓の「看護」の名目により上洛することとなり、元治元年（1864年）1月に上洛。5月に昭訓の喪を発した後、後任として御所守衛に任じられた。
同年7月、「禁門の変」時は、常御殿東階付近を警衛した。京都警衛の功により、11月19日従五位下・侍従、ついで同28日民部大輔に叙任。
当初は長者町の藩邸に滞在するが、「禁門の変」の後は東大谷長楽寺、本圀寺に滞在する（これにより滞京中の水戸藩士は「本圀寺勢」と称される）。滞京中の佐幕活動は多忙を極め、「禁門の変」や天狗党の乱に際しては一軍の将として出陣するなど、幼年ながらも幕末の動乱に参加している。

### 清水徳川家相続
第14代将軍・徳川家茂の死去に伴い、その院号の「昭徳院」と重なるため、諱を昭武と改める。慶応2年 (1866年) 12月、それまで20年にわたり明屋敷（当主不在）であった清水徳川家を相続・再興する。従四位下・左近衛権少将。同時にパリ万国博覧会に将軍慶喜の名代としてヨーロッパ派遣を命じられる。
昭武が選ばれた理由は、フランスのナポレオン3世の皇太子（プティ・プランス）が当時10歳であり、年近い方が親近感を持たれること、博覧会後、欧州各国を訪問させて見聞を広め、パリにおいて3年から5年留学させて近代知識を学ばせる意図があったためであった。しかし、この派遣案に対しては、本圀寺勢の水戸藩士からは猛烈な反対があり、兄の鳥取藩主池田慶徳・岡山藩主池田茂政らも反対した。このため、昭武の身上を水戸藩から離すために清水家を相続させ、また合わせて会津藩主松平容保との養子縁組の内約もこの時解消された。

### 訪欧使節団・パリ万博訪問
慶応3年1月（1867年2月）に使節団28名を率いて約50日をかけて渡仏した。使節団の責任者として若年寄格・勘定奉行格・外国奉行の向山一履、団随行員には昭武の小姓菊池平八郎ら本圀寺勢の水戸藩士6人が含まれ、先の横浜鎖港談判使節団で渡欧経験がある田辺太一や杉浦譲を始め、保科俊太郎や栗本鯤がいた。会計係として渋沢栄一、随行医として高松凌雲、通訳に山内堤雲、翻訳者として箕作麟祥、さらに会津藩の海老名季昌・横山常守や播磨山崎藩の木村宗三、唐津藩からの留学生も同行した。また、佐賀藩の佐野常民、世話掛として同行するフランス領事レオン・デュリーや、パリ万博において日本の民間人唯一の出品者となった商人の清水卯三郎一行や、英国公使館通訳アレクサンダー・フォン・シーボルトも英国帰省のために同行していた。
フランスの蒸気船アルフェー号にて横浜を発ち、香港、仏領サイゴン、シンガポール、セイロンなどを経由し、スエズ経由でフランスに到着した。この間、幕府と友好的なフランス植民地の港では礼砲で迎えられたが、イギリス植民地の港では冷遇された。
到着後の昭武はナポレオン3世に謁見し、パリ万国博覧会を訪問した。万博終了後に引き続き、幕府代表としてスイス、オランダ、ベルギー、イタリア、イギリスなど欧州各国を歴訪した。その間に、オランダ王ウィレム3世、ベルギー王レオポルド2世、イタリア王ヴィットーリオ・エマヌエーレ2世、イギリス女王ヴィクトリアに謁見した。以後はパリにて留学生活を送った。この頃の昭武は日記をつけており、『徳川昭武幕末滞欧日記』に採録されている。
慶応4年（1868年）1月に外国奉行・川勝広道の連絡により、兄である将軍・慶喜が大政奉還を行ったことを知り、使節団の立場は微妙なものとなる。3月、鳥羽・伏見の戦いの報がフランスの新聞に掲載され、随行していた栗本らは帰国し、昭武をはじめとする7名は残留した。程なく新政府から帰国要請が届くが、4月の段階では慶喜からそのまま滞在し勉学するように手紙が送られている。しかし団はこの頃、滞在費および帰国費用の心配をしており、先に帰った栗本らからの送金が無いことに憤っている。ただし栗本らが日本の横浜に帰国したその時、江戸の町は既に新政府に明け渡されており、それどころか5月15日（7月4日）の彰義隊の戦い（上野戦争）の真最中であった。
同じ5月15日（7月4日）のフランスに、新政府よりの帰国命令書が届いたため、一行は帰国することとなった。フランスの関係者の中にはこのまま留学を奨める者もいたが、昭武らは新政府の命に逆らうことが徳川家の印象を悪くすることへの懸念や、今後の滞在費用などに事欠くことから、帰国を決定した。滞在最後の思い出とするためか、10日間にわたってノルマンディーのカーンやシェルブールを回り、ロワール川河口のナントまで旅をした。パリに帰ると、長兄の水戸藩主・慶篤が死去したとの手紙が届いており、水戸藩の政情安定のため次期藩主に指名されることとなった。水戸藩からは出迎えとして、井坂泉太郎、服部潤次郎が送られ渡仏した。
留学中の日記の中に、1868年8月3日 (旧暦) の出来事として「朝8時、ココアを喫んだ（）後、海軍工廠を訪ねる」と記しており、これは日本人が初めてココアを飲んだ最古の史料記録である。
9月4日（10月18日）に英国船ペリューズ号でマルセイユを出航、11月3日（12月6日）に神奈川に帰着した。帰路の上海にて、武器調達に来ていた会津藩士と武器商人のスネルに面会を申し込まれ、函館五稜郭の旧幕府軍に旗頭として加わってほしいとの請願を受けたが、拒否している。この間、水戸藩では藩士の分裂を抑えきれず、弘道館戦争が勃発していた。なお、帰国途中に鹿児島沿岸を通過した際、「ろくでなしの薩摩の沿岸を通過」と日記に記載しており、薩摩に対する強い恨みが読み取れる。

### 水戸藩主から戸山学校教官に

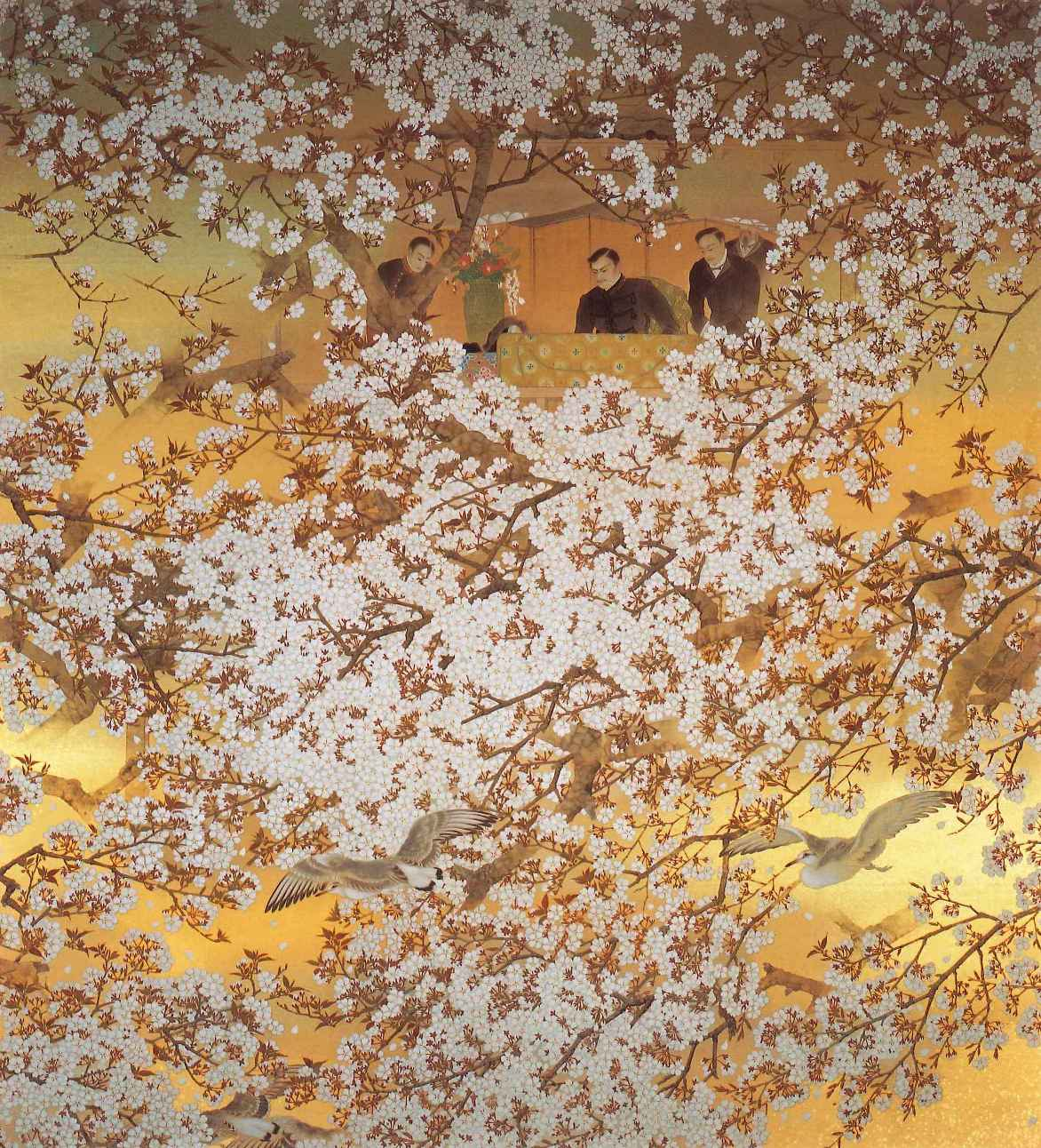
木村武山画「徳川邸行幸」（1930年）、
明治8年（1875年）4月4日に明治天皇が小梅邸に行幸し「花ぐはしさくらもあれどこのやどの 代代のこころをわれはとひけり」と詠んだ事績を描いたもの

ヨーロッパから帰国した翌年の1869年に水戸徳川家を正式に相続し、藩主に就任する。新政府に従い、奥羽・箱館戦争に参加した。明治2年（1869年）、版籍奉還により水戸藩知事となる（民部大輔を辞官）。北海道の土地割渡しを出願し、同年8月17日に北海道天塩国のうち苫前郡、天塩郡、上川郡、中川郡と北見国のうち利尻郡の計5郡の支配を命じられた。明治4年（1871年）7月14日の廃藩置県により藩知事を免ぜられ、東京府向島の小梅邸（旧水戸藩下屋敷）に暮らす。
明治7年（1875年）、陸軍少尉に任官する。初期の陸軍戸山学校にて、教官として生徒隊に軍事教養を教授している。明治8年（1875年）、中院通富の娘・盛子（栄姫、のち瑛姫）と結婚する。

### 明治期のフランス再留学
明治9年（1876年）にフィラデルフィア万国博覧会の御用掛となり訪米する。その後、兄弟の土屋挙直・松平喜徳とともにフランスに向かい、再び留学する。なお、前の留学から8年の間に、フランスは第二帝政から第三共和政へ移行している。明治13年（1880年）夏休みまでで留学先のエコール・モンジュを退学。同じくフランスに留学中の甥・徳川篤敬（長兄・慶篤の長男）と欧州旅行（ドイツ・オーストリア・スイス・イタリア・ベルギー）の後、ロンドンへ半年滞在し、翌14年6月帰国した。

### 隠居、戸定邸へ
明治16年（1883年）1月に長女・昭子が生まれるが、翌2月産後の肥立ちが悪く妻・盛子が死去する。5月に隠居願を提出し、甥の篤敬に家督を譲った。翌年には、生母秋庭を伴い戸定邸（千葉県松戸市）に移った。やがて明治25年（1892年）、次男の武定が子爵に叙されて松戸徳川家を創設している。
自転車や狩猟、写真、園芸などの多彩な趣味を有した。隠居後、盛んに静岡と往来し、慶喜と一緒に写真撮影や狩猟に出かけるなど交流を深めた。写真撮影には熱心で自ら現像も手がけ、現在もなお多くの写真が残されている。
また造園にも注力し、現在は千葉大学園芸学部の用地にあたる区画に西洋式庭園を築いて植物の栽培を手がけている。その庭は与謝野晶子が和歌に詠んだ「松戸の丘」である。
慶喜が1897年（明治30年）の秋に東京の巣鴨に移った翌明治31年（1898年）に篤敬が44歳で死去した。遺児の圀順が11歳で水戸徳川家当主となり、昭武が後見となる。
明治43年（1910年）7月3日、小梅邸にて死去した。享年58。

## 略年表
- 嘉永6年（1853年） - 誕生。
- 文久3年（1863年） - 上京して佐幕活動に従事。従五位下・侍従・民部大輔に任官。
- 元治元年（1864年） - 天狗党討伐に出陣。
- 慶応2年（1866年） - 昭武と改名。清水徳川家を相続。従四位下・左近衛権少将。パリ万国博覧会に参加。これ以後、欧州各国を歴訪するなどフランスにて留学。
- 明治2年（1869年） - フランスより帰国、水戸藩主に就任（水戸徳川家を相続）。版籍奉還により水戸藩知事。
- 明治3年（1870年） - 永世禄（3500石）。北海道開拓を巡見。
- 明治4年（1871年） - 廃藩置県。東京に移住。
- 明治7年（1874年） - 陸軍少尉任官。
- 明治8年（1875年） - 陸軍戸山学校教官（生徒隊付）。
- 明治9年（1876年） - アメリカ万国博覧会御用掛としてアメリカへ派遣。陸軍少尉免官。フランスにて留学。
- 明治14年（1881年） - 帰国。従三位、麝香間祗候。
- 明治15年（1882年） - 大能牧場[注釈 5]を復興。小梅邸行幸。
- 明治16年（1883年） - 水戸徳川家家督を甥・篤敬に譲り隠居。
- 明治17年（1884年） - 戸定邸に居住。
- 明治25年（1892年） - 実子武定、子爵授爵（松戸徳川家の創設）。
- 明治30年（1897年） - 従二位に叙位[19]。
- 明治31年（1898年） - 水戸徳川家家督を継いだ篤敬の遺児・圀順を後見。
- 明治35年（1902年） - 正二位に叙位。
- 明治36年（1903年） - 勲二等瑞宝章を授けられる。
- 明治43年（1910年） - 死去。従一位、勲一等瑞宝章を受ける[20]。墓所は茨城県常陸太田市の瑞龍山。

## 栄典
位階
- 1897年（明治30年）12月20日 - 従二位[19]
- 1902年（明治35年）12月20日 - 正二位[21]
- 1910年（明治43年）7月1日 - 従一位[20]

勲章等
- 1873年（明治6年）12月8日 - 木盃一個。寄付金7円献納に対して[22]。
- 1889年（明治22年）
  - 11月25日 - 大日本帝国憲法発布記念章[23]
  - 12月27日 - 勲三等瑞宝章[24]
- 1910年（明治43年）7月1日 - 勲一等瑞宝章[20]

## 家系
- 父：徳川斉昭（1800年 - 1860年）
- 母：万里小路睦子 - 万里小路建房の女
- 妻：盛子、瑛姫（1855年 - 1883年） - 中院通富の女
  - 長女：松平昭子（1883年 - 1976年） - 伯爵松平頼寿夫人
- 妾（後妻）：斉藤八重（1868年 - 1937年） - 静岡県士族・斉藤貫之女
  - 次女：毛利政子（1885年 - 1977年） - 子爵毛利元雄夫人 [注釈 6]
  - 長男：徳川武麿（1887年 - 1900年）
  - 次男：徳川武定（1888年 - 1957年） - 子爵
  - 三女：松平直子（1900年 - 1989年） - 男爵松平斉光夫人
  - 四女：京極温子（1901年 - 1995年） - 子爵京極高修夫人
  - 三男：徳川武雄（1907年 - 1908年）
- 養子
  - 徳川篤敬（1855年 - 1898年） - 長兄・慶篤の長男

明治16年（1883年）2月の夫人盛子の死後に後妻を迎える話もあったが、隠居の身分となったこともあり、正式な妻にはしなかった。同年8月1日に「召抱」、10月19日に徳川家に入籍した斉藤八重は、妾という立場であったが実際には後妻の位置にあり、昭武とともに戸定邸に暮らした。

## 著作
- 宮地正人（監修）『徳川昭武幕末滞欧日記』松戸市戸定歴史館、1997年3月。全国書誌番号:99131525。

## 登場作品
- 『獅子の時代』（NHK大河ドラマ、1980年、演：中村幸二[注釈 8]）
- 『青天を衝け』（NHK大河ドラマ、2021年、演：板垣李光人）[25]